# Olympische Sommerspiele 1992/Teilnehmer (Vereinigte Staaten)
| Gelbes Symbol für Goldmedaillen mit stilisierten Olympischen Ringen | Graues Symbol für Silbermedaillen mit stilisierten Olympischen Ringen | Braundes Symbol für Bronzemedaillen mit stilisierten Olympischen Ringen |
| ------------------------------------------------------------------- | --------------------------------------------------------------------- | ----------------------------------------------------------------------- |
| 37                                                                  | 34                                                                    | 37                                                                      |

Die Vereinigten Staaten von Amerika nahmen an den Olympischen Sommerspielen 1992 in Barcelona mit einer Delegation von 545 Athleten (355 Männer und 190 Frauen) teil. Fahnenträgerin bei der Eröffnungsfeier war die Leichtathletin Francie Larrieu Smith, bei der Abschlussfeier, bei der die USA als kommender Olympia-Gastgeber geehrt wurden, trug der Fechter Peter Westbrook die US-Flagge. Mit insgesamt 108 Medaillen belegten die Vereinigten Staaten Platz 2 im Medaillenspiegel hinter dem Vereinten Team.

## Teilnehmer nach Sportarten

### Badminton
1992 zählte Badminton erstmals offiziell zum Portfolio der Olympischen Sommerspiele. Die US-amerikanischen Teilnehmer waren wenig erfolgreich, keiner erreichte das Viertelfinale. Das Doppel der Männer schnitt von der Platzierung her am besten ab, sie wurden Neunte. Linda French profitierte im Einzelwettbewerb davon, dass sie automatisch für die zweite Runde gesetzt war. Thomas „Tommy“ Reidy sollte ursprünglich auch im Einzel antreten.
- Linda French
Frauen, Einzel: 2. Runde
Frauen, Doppel: 2. Runde
- Chris Jogis
Männer, Einzel: 2. Runde
- Joy Kitzmiller
Frauen, Einzel: 1. Runde
Frauen, Doppel: 2. Runde
- Benny Lee
Männer, Einzel: 1. Runde
Männer, Doppel: 2. Runde
- Thomas Reidy
Männer, Einzel: nicht angetreten
Männer, Doppel: 2. Runde
- Erika Von Heiland
Frauen, Einzel: 1. Runde

### Baseball
Auch der US-Nationalsport Baseball gehörte 1992 erstmals zum offiziellen olympischen Programm, nachdem es schon mehrere Demonstrationsturniere gab. Die USA verpassten jedoch die Medaillenränge, die Mannschaft unterlag zunächst im Halbfinale den späteren Goldmedaillengewinnern aus Kuba und im kleinen Finale Japan.
- Kader

- Willie Adams
Jeff Alkire, II
Darren Dreifort
Nomar Garciaparra
Jason Giambi
Rick Greene
Jeffrey Hammonds
Rick Helling
Charles Johnson
Daron Kirkreit
Chad McConnell
Calvin Murray
Phil Nevin
Chris Roberts
Michael Tucker
Jason Varitek
Ron Villone, Jr.
B. J. Wallace
Craig Wilson
Chris Wimmer

### Basketball
Die von Chuck Daly trainierte Männermannschaft der Vereinigten Staaten ging als Dream Team in die Geschichte ein. Sie setzte sich erstmals aus NBA-Profis zusammen und gewann erwartungsgemäß durch einen sehr deutlichen Finalsieg gegen Kroatien die Goldmedaille. Die Frauenmannschaft, die in Seoul noch als Sieger hervorging, unterlag im Halbfinale dem Vereinten Team, setzte sich aber im kleinen Finale gegen Kuba durch. Trainerin war Theresa Grentz.
- Männer
Gold
- Kader
4 Christian Laettner
5 David Robinson
6 Patrick Ewing
7 Larry Bird
8 Scottie Pippen
9 Michael Jordan
10 Clyde Drexler
11 Karl Malone
12 John Stockton
13 Chris Mullin
14 Charles Barkley
15 Magic Johnson
- Frauen
Bronze
- Kader
4 Teresa Edwards
5 Daedra Charles
6 Clarissa Davis
7 Tammy Jackson
8 Teresa Weatherspoon
9 Vickie Orr
10 Vicky Bullett
11 Carolyn Jones
12 Katrina McClain
13 Medina Dixon
14 Cynthia Cooper
15 Suzie McConnell

### Bogenschießen
Im Bogenschießen gab es keinen Medaillenerfolg, das beste Resultat waren zwei fünfte Plätze in den Einzelwettbewerben.
- Jay Barrs
Männer, Einzel: 5. Platz
Männer, Mannschaft: 6. Platz
- Sherry Block
Frauen, Einzel: 25. Platz
Frauen, Mannschaft: 8. Platz
- Butch Johnson
Männer, Einzel: 18. Platz
Männer, Mannschaft: 6. Platz
- Rick McKinney
Männer, Einzel: 40. Platz
Männer, Mannschaft: 6. Platz
- Jennifer O’Donnell
Frauen, Einzel: 11. Platz
Frauen, Mannschaft: 8. Platz
- Denise Parker
Frauen, Einzel: 5. Platz
Frauen, Mannschaft: 8. Platz

### Boxen
In Barcelona konnten die US-Boxer nicht an den achtfachen Medaillenerfolg in Seoul anknüpfen. Unter den drei Medaillisten war ein Goldgewinner: Der Leichtgewichtsboxer Oscar De La Hoya setzte sich im Finale gegen den Deutschen Marco Rudolph durch. Vier weitere Boxer erreichten das Viertelfinale, drei von ihnen traten in den höchsten Gewichtsklassen an und unterlagen dabei jeweils den späteren Olympiasiegern Torsten May, Félix Savón und Roberto Balado.
- Tim Austin
Männer, Fliegengewicht: Bronze
- Chris Byrd
Männer, Mittelgewicht: Silber
- Larry Donald
Männer, Superschwergewicht: Viertelfinale
- Vernon Forrest
Männer, Halbweltergewicht: 1. Runde
- Eric Griffin
Männer, Halbfliegengewicht: 2. Runde
- Montell Griffin
Männer, Halbschwergewicht: Viertelfinale
- Óscar de la Hoya
Männer, Leichtgewicht: Gold
- Raul Marquez
Männer, Halbmittelgewicht: Viertelfinale
- Danell Nicholson
Männer, Schwergewicht: Viertelfinale
- Pepe Reilly
Männer, Weltergewicht: 2. Runde
- Sergio Reyes, Jr.
Männer, Bantamgewicht: 2. Runde
- Julian Wheeler
Männer, Federgewicht: 1. Runde

### Fechten
In den Einzelwettbewerben spielten die US-Fechter im Kampf um die vorderen Plätze keine Rolle. Ferner nahmen sie an zwei Mannschaftswettbewerben teil, die sie jeweils mit dem 9. Platz beendeten.
- Caitlin Bilodeaux
Frauen, Florett, Einzel: 29. Platz
Frauen, Florett, Mannschaft: 9. Platz
- Nick Bravin
Männer, Florett, Einzel: 39. Platz
- Bob Cottingham
Männer, Säbel, Einzel: 24. Platz
Männer, Säbel, Mannschaft: 9. Platz
- John Friedberg
Männer, Säbel, Mannschaft: 9. Platz
- Mike Lofton
Männer, Säbel, Einzel: 21. Platz
Männer, Säbel, Mannschaft: 9. Platz
- Zaddick Longenbach
Männer, Florett, Einzel: 45. Platz
- Ann Marsh
Frauen, Florett, Mannschaft: 9. Platz
- Mike Marx
Männer, Florett, Einzel: 36. Platz
- Robert Marx
Männer, Degen, Einzel: 24. Platz
- Sharon Monplaisir
Frauen, Florett, Mannschaft: 9. Platz
- Steve Mormando
Männer, Säbel, Einzel: 34. Platz
Männer, Säbel, Mannschaft: 9. Platz
- Jon Normile
Männer, Degen, Einzel: 43, Platz
- Chris O’Loughlin
Männer, Degen, Einzel: 55. Platz
- Mary O’Neill
Frauen, Florett, Einzel: 36. Platz
Frauen, Florett, Mannschaft: 9. Platz
- Molly Sullivan
Frauen, Florett, Einzel: 39. Platz
Frauen, Florett, Mannschaft: 9. Platz
- Peter Westbrook
Männer, Säbel, Mannschaft: 9. Platz

### Fußball
Die US-Auswahl musste in der Gruppe A antreten. Die erste Partie, die im Camp Nou ausgetragen wurde, ging gegen Italien mit 1:2 verloren. Die zweite Partie im La Romareda in Saragossa konnte man mit 3:1 gegen Kuwait für sich entscheiden. Im dritten Vorrundenspiel, welches ebenfalls in Saragossa stattfand, kamen die USA gegen den Gruppensieger und späteren Silbergewinner Polen nicht über ein 2:2 hinaus. Da Italien gleichzeitig gewann, bedeutete dies das Vorrundenaus der von Lothar Osiander trainierten Mannschaft.
- Kader
  - Tor

1 Brad Friedel
18 Ian Feuer (ohne Einsatz)
  - Abwehr

2 Cam Rast
3 Alexi Lalas
4 Mike Burns
5 Erik Imler
8 Mike Lapper
12 Troy Dayak
15 Zak Ibsen (ohne Einsatz)
20 Curt Onalfo
  - Mittelfeld

6 Dario Brose
10 Claudio Reyna
11 Yari Allnutt
14 Cobi Jones
16 Manny Lagos
17 Mike Huwiler
19 Chris Henderson (ohne Einsatz)
  - Stürmer

7 Dante Washington
9 Steve Snow
13 Joe-Max Moore

### Gewichtheben
Die Gewichtheber waren wenig erfolgreich, sie kamen nicht über den achten Platz hinaus.
- Wes Barnett
Männer, I. Schwergewicht: 15. Platz
- Brett Brian
Männer, Mittelschwergewicht: 13. Platz
- Mark Henry
Männer, Superschwergewicht: 10. Platz
- Bryan Jacob
Männer, Federgewicht: 18. Platz
- David Langon
Männer, I. Schwergewicht: DNF
- Mario Martinez
Männer, Superschwergewicht: 8. Platz
- Tim McRae
Männer, Leichtgewicht: 8. Platz
- Vernon Patao
Männer, Leichtgewicht: 10. Platz
- Rich Schutz
Männer, II. Schwergewicht: 18. Platz
- Tony Urrutia
Männer, Leichtschwergewicht: 17. Platz

### Handball
Die USA traten lediglich in den Frauenwettbewerben an. Gruppengegner waren Deutschland, Nigeria und das Vereinte Team. Nach zwei Niederlagen und einem Sieg gegen Nigeria belegte das Team den dritten Platz und verpasste das Halbfinale. Das Spiel um Platz fünf ging mit 17:26 gegen Österreich verloren.
- Frauen
6. Platz
- Kader
Sharon Cain
Kim Clarke
Laura Coenen
Laurie Fellner
Leora Jones
Portia Lack
Dannette Leininger
Pat Neder
Karyn Palgut
Carol Peterka
Angie Raynor
Barbara Schaaf
Cindy Stinger

### Judo
Wie schon vier Jahre zuvor gewannen die USA auch diesmal eine Silbermedaille im Judo. Erstmals wurden auch Judowettbewerbe der Frauen ausgetragen, hier war Platz fünf das beste Endresultat.
- Sandy Bacher
Frauen, Halbschwergewicht: 9. Platz
- Kate Donahoo
Frauen, Leichtgewicht: 5. Platz
- Grace Jividen
Frauen, Mittelgewicht: 7. Platz
- Damon Keeve
Männer, Schwergewicht: 7. Platz
- Jason Morris
Männer, Halbmittelgewicht: Silber
- Tony Okada
Männer, Superleichtgewicht: 35. Platz
- Jimmy Pedro
Männer, Halbleichtgewicht: 20. Platz
- Jo Anne Quiring
Frauen, Halbleichtgewicht: 9. Platz
- Lynn Roethke
Frauen, Halbmittelgewicht: 20. Platz
- Colleen Rosensteel
Frauen, Schwergewicht: 13. Platz
- Mike Swain
Männer, Leichtgewicht: 34. Platz
- Joseph Wanag
Männer, Mittelgewicht: 21. Platz
- Leo White
Männer, Halbschwergewicht: 9. Platz

### Kanu
Joe Jacobi und Scott Strausbaugh gewannen gemeinsam die Goldmedaille im Canadier-Slalom. Gregory Barton und Dana Chladek waren im Kajak erfolgreich und holten jeweils Bronze.
- Chris Barlow
Männer, Kajak-Vierer, 1000 Meter: 9. Platz
- Gregory Barton
Männer, Kajak-Einer, 1000 Meter: Bronze 
Männer, Kajak-Zweier, 1000 Meter: 4. Platz
- Norman Bellingham
Männer, Kajak-Einer, 500 Meter: 4. Platz
Männer, Kajak-Zweier, 1000 Meter: 4. Platz
- Stewart Carr
Männer, Canadier-Zweier, 500 Meter: Hoffnungslauf
- Dana Chladek
Frauen, Kajak-Einer, Slalom: Bronze
- Adam Clawson
Männer, Canadier-Einer, Slalom: 21. Platz
- Sheila Conover
Frauen, Kajak-Einer, 500 Meter: Hoffnungslauf
Frauen, Kajak-Vierer: 7. Platz
- Lecky Haller
Männer, Canadier-Zweier, Slalom: 4. Platz
- Mark Hamilton
Männer, Kajak-Vierer, 1000 Meter: 9. Platz
- Maylon Hanold
Frauen, Kajak-Einer, Slalom: 25. Platz
- Alexandra Harbold
Frauen, Kajak-Vierer: 7. Platz
- Michael Harbold
Männer, Kajak-Zweier, 500 Meter: 8. Platz
- Cathy Hearn
Frauen, Kajak-Einer, Slalom: 9. Platz
- David Hearn
Männer, Canadier-Einer, Slalom: 11. Platz
- Mike Herbert
Männer, Kajak-Vierer, 1000 Meter: 9. Platz
- Eric Jackson
Männer, Kajak-Einer, Slalom: 13. Platz
- Joe Jacobi
Männer, Canadier-Zweier, Slalom: Gold
- Wyatt Jones
Männer, Canadier-Zweier, 1000 Meter: disqualifiziert im Hoffnungslauf
- Terry Kent
Männer, Kajak-Vierer, 1000 Meter: 9. Platz
- Jon Lugbill
Männer, Canadier-Einer, Slalom: 4. Platz
- Cathy Marino-Geers
Frauen, Kajak-Zweier, 500 Meter: Hoffnungslauf
Frauen, Kajak-Vierer, 500 Meter: 7. Platz
- Martin McCormick
Männer, Canadier-Zweier, Slalom: 15. Platz
- James McEwan
Männer, Canadier-Zweier, Slalom: 4. Platz
- Peter Newton
Männer, Kajak-Zweier, 500 Meter: 8. Platz
- Traci Phillips
Frauen, Kajak-Zweier, 500 Meter: Hoffnungslauf
Frauen, Kajak-Vierer, 500 Meter: 7. Platz
- Scott Shipley
Männer, Kajak-Einer, Slalom: 27. Platz
- Fred Spaulding
Männer, Canadier-Einer, 500 Meter: Halbfinale
Männer, Canadier-Einer, 1000 Meter: Halbfinale
- Gregory Steward
Männer, Canadier-Zweier, 1000 Meter: disqualifiziert im Hoffnungslauf
- Scott Strausbaugh
Männer, Canadier-Zweier, Slalom: Gold
- Jim Terrell
Männer, Canadier-Zweier, 500 Meter: Hoffnungslauf
- Elliot Weintrob
Männer, Canadier-Zweier, Slalom: 15. Platz
- Rich Weiss
Männer, Kajak-Einer, Slalom: 16. Platz

### Leichtathletik
Die erfolgreichste US-Leichtathletin in Barcelona war Gwen Torrance, die Gold über 200 Meter sowie zwei Medaillen mit den Staffeln gewann, im 100-Meter-Lauf verpasste sie die Medaillenränge knapp. Auch drei männliche Teilnehmer gewannen Doppelgold, unter ihnen Carl Lewis, der damit insgesamt acht Goldmedaillen sein Eigen nennen konnte. Am 100-Meter-Lauf konnte er jedoch verletzungsbedingt nicht teilnehmen. Im 4-mal-100-Meter- und 4-mal-400-Meter-Lauf der Männer stellte die US-Staffel einen neuen Weltrekord auf, ebenso Kevin Young im 400-Meter-Hürdenlauf. Im Weitsprung der Männer gingen alle Medaillenränge an die Vereinigten Staaten.
- Evelyn Ashford
Frauen, 100 Meter: Halbfinale
Frauen, 4 × 100 Meter: Gold
- Charles Austin
Männer, Hochsprung: 8. Platz
- Ron Backes
Männer, Kugelstoßen: 10. Platz
- Mike Barnett
Männer, Speerwurf: 7. Platz
- Michael Bates
Männer, 200 Meter: Bronze
- Paula Berry
Frauen, Speerwurf: 23. Platz in der Qualifikation
- Arthur Blake
Männer, 110 Meter Hürden: disqualifiziert im Halbfinale
- Brian Blutreich
Männer, Diskuswurf: 25. Platz in der Qualifikation
- Tim Bright
Männer, Stabhochsprung: kein gültiger Versuch im Finale
- Tonja Buford
Frauen, 400 Meter Hürden: Halbfinale
- Mike Buncic
Männer, Diskuswurf: 18. Platz in der Qualifikation
- Leroy Burrell
Männer, 100 Meter: 5. Platz
Männer, 4 × 100 Meter: Gold
- Kym Carter
Frauen, Siebenkampf: 11. Platz
- Joetta Clark
Frauen, 800 Meter: 7. Platz
- Mike Conley Sr.
Männer, Dreisprung: Gold
- Hollis Conway
Männer, Hochsprung: Bronze
- Gwynneth Coogan
Frauen, 10.000 Meter: Vorläufe
- Sharon Couch-Jewell
Frauen, Weitsprung: 6. Platz
- Mark Croghan
Männer, 3000 Meter Hindernis: Halbfinale
- Brian Crouser
Männer, Speerwurf: 21. Platz in der Qualifikation
- Bonnie Dasse
Frauen, Kugelstoßen: nachträglich disqualifiziert (in der Qualifikation ausgeschieden)
- Lance Deal
Männer, Hammerwurf: 7. Platz
- Tony Dees
Männer, 110 Meter Hürden: Silber
- Gail Devers
Frauen, 100 Meter: Gold 
Frauen, 100 Meter Hürden: 5. Platz
- Brian Diemer
Männer, 3000 Meter Hindernis: 7. Platz
- Jim Doehring
Männer, Kugelstoßen: Silber
- Pam Dukes
Frauen, Kugelstoßen: 15. Platz in der Qualifikation
- Sheila Echols
Frauen, Weitsprung: 7. Platz
- Danny Everett
Männer, 400 Meter: Halbfinale
- Mark Everett
Männer, 800 Meter: DNF (Finale)
- Marco Evoniuk
Männer, 50 Kilometer Gehen: DNF
- Edward Eyestone
Männer, Marathon: 13. Platz
- Sandra Farmer-Patrick
Frauen, 400 Meter Hürden: Silber
- Michelle Finn
Frauen, 200 Meter: 7. Platz
Frauen, 4 × 100 Meter: Gold
- Ken Flax
Männer, Hammerwurf: 23. Platz in der Qualifikation
- Carla Garrett
Frauen, Diskuswurf: 22. Platz in der Qualifikation
- Johnny Gray
Männer, 800 Meter: Bronze
- Joe Greene
Männer, Weitsprung: Bronze
- Cindy Greiner
Frauen, Siebenkampf: 9. Platz
- Carlette Guidry
Frauen, 200 Meter: 5. Platz
Frauen, 4 × 100 Meter: Gold
- Darnell Hall
Männer, 4 × 400 Meter: Gold
- Suzy Hamilton
Frauen, 1500 Meter: Vorläufe
- Victoria Herazo
Frauen, 10 Kilometer Gehen: 27. Platz
- Terrance Herrington
Männer, 1500 Meter: Vorläufe
- Denean Hill
Frauen, 4 × 400 Meter: Silber
- Steve Holman
Männer, 1500 Meter: Halbfinale
- Tanya Hughes
Frauen, Hochsprung: 11. Platz
- Regina Jacobs
Frauen, 1500 Meter: Halbfinale
- Allen James
Männer, 20 Kilometer Gehen: 30. Platz
- Charles Jenkins, Jr.
Männer, 4 × 400 Meter: Gold
- Julie Jenkins
Frauen, 800 Meter: Halbfinale
- Lynn Jennings
Frauen, 10.000 Meter: Bronze
- James Jett
Männer, 4 × 100 Meter: Gold
- Dave Johnson
Männer, Zehnkampf: Bronze
- Michael Johnson
Männer, 200 Meter: Halbfinale
Männer, 4 × 400 Meter: Gold
- Esther Jones
Frauen, 4 × 100 Meter: Gold
- Jackie Joyner-Kersee
Frauen, Weitsprung: Bronze 
Frauen, Siebenkampf: Gold
- Natasha Kaiser
Frauen, 400 Meter: Halbfinale
Frauen, 4 × 400 Meter: Silber
- Bob Kempainen
Männer, Marathon: 17. Platz
- Bob Kennedy
Männer, 5000 Meter: 12. Platz
- Janis Klecker
Frauen, Marathon: 21. Platz
- Francie Larrieu Smith
Frauen, Marathon: 12. Platz
- Debbi Lawrence
Frauen, 10 Kilometer Gehen: 26. Platz
- Carl Lewis
Männer, 4 × 100 Meter: Gold 
Männer, Weitsprung: Gold
- Steve Lewis
Männer, 400 Meter: Silber 
Männer, 4 × 400 Meter: Gold
- Jud Logan
Männer, Hammerwurf: 4. Platz disqualifiziert
- Aric Long
Männer, Zehnkampf: Aufgabe nach sieben Disziplinen
- Danny Lopez
Männer, 3000 Meter Hindernis: Halbfinale
- Michael Marsh
Männer, 200 Meter: Gold 
Männer, 4 × 100 Meter: Gold
- LaVonna Martin
Frauen, 100 Meter Hürden: Silber
- Donna Mayhew
Frauen, Speerwurf: 12. Platz
- Jearl Miles
Frauen, 400 Meter: Halbfinale
Frauen, 4 × 400 Meter: Silber
- Dennis Mitchell
Männer, 100 Meter: Bronze 
Männer, 4 × 100 Meter: Gold
- Robert Muzzio
Männer, Zehnkampf: 5. Platz
- McClinton Neal
Männer, 400 Meter Hürden: Halbfinale
- Penny Lou Neer
Frauen, Diskuswurf: 24. Platz in der Qualifikation
- Herman Nelson
Männer, 50 Kilometer Gehen: 32. Platz
- Cathy O’Brien
Frauen, Marathon: 10. Platz
- Ramona Pagel
Frauen, Kugelstoßen: 11. Platz
- José Parrilla
Männer, 800 Meter: Vorläufe
- David Patrick
Männer, 400 Meter Hürden: 8. Platz
- Annette Peters
Frauen, 3000 Meter: Vorläufe
- Jack Pierce
Männer, 110 Meter Hürden: Bronze
- Darrin Plab
Männer, Hochsprung: 18. Platz in der Qualifikation
- Steve Plasencia
Männer, 10.000 Meter: Vorläufe
- PattiSue Plumer
Frauen, 1500 Meter: 10. Platz
Frauen, 3000 Meter: 5. Platz
- Mike Powell
Männer, Weitsprung: Silber
- Connie Price-Smith
Frauen, Diskuswurf: 20. Platz in der Qualifikation
- Tom Pukstys
Männer, Speerwurf: 10. Platz
- Meredith Rainey
Frauen, 800 Meter: Vorläufe
- Aaron Ramirez
Männer, 10.000 Meter: Vorläufe
- Reuben Reina
Männer, 5000 Meter: Vorläufe
- Sue Ellen Rembao
Frauen, Hochsprung: 19. Platz in der Qualifikation
- Michelle Rohl
Frauen, 10 Kilometer Gehen: 20. Platz
- Carl Schueler
Männer, 50 Kilometer Gehen: 23. Platz
- Charles Simpkins
Männer, Dreisprung: Silber
- Steve Spence
Männer, Marathon: 12. Platz
- Jim Spivey
Männer, 1500 Meter: 8. Platz
- Judi St. Hilaire
Frauen, 10.000 Meter: 8. Platz
- Anne Rochelle Steely
Frauen, 3000 Meter: 7. Platz
- Rochelle Stevens
Frauen, 400 Meter: 6. Platz
Frauen, 4 × 400 Meter: Silber
- Mike Stulce
Männer, Kugelstoßen: Gold
- Kory Tarpenning
Männer, Stabhochsprung: 4. Platz
- John Tillman
Männer, Dreisprung: 25. Platz in der Qualifikation
- Lynda Tolbert
Frauen, 100 Meter Hürden: 4. Platz
- Gwen Torrence
Frauen, 100 Meter: 4. Platz
Frauen, 200 Meter: Gold 
Frauen, 4 × 100 Meter: Gold 
Frauen, 4 × 400 Meter: Silber
- John Trautmann
Männer, 5000 Meter: Vorläufe (DNF)
- Andrew Valmon
Männer, 4 × 400 Meter: Gold
- Janeene Vickers
Frauen, 400 Meter Hürden: Bronze
- David Volz
Männer, Stabhochsprung: 5. Platz
- Anthony Washington
Männer, Diskuswurf: 12. Platz
- Quincy Watts
Männer, 400 Meter: Gold 
Männer, 4 × 400 Meter: Gold
- Amber Welty
Frauen, Hochsprung: 27. Platz in der Qualifikation
- Todd Williams
Männer, 10.000 Meter: 10. Platz
- Mark Witherspoon
Männer, 100 Meter: Halbfinale
- Kevin Young
Männer, 400 Meter Hürden: Gold
- Dannette Young
Frauen, 4 × 400 Meter: Silber

### Moderner Fünfkampf
Im Mannschaftsturnier verpassten die drei Teilnehmer die Medaillenränge knapp, im Einzelwettbewerb spielten sie im Kampf um die Medaillenränge keine allzu große Rolle.
- Michael Gostigian
Männer, Einzel: 9. Platz
Männer, Mannschaft: 4. Platz
- James Haley
Männer, Einzel: 25. Platz
Männer, Mannschaft: 4. Platz
- Rob Stull
Männer, Einzel: 20. Platz
Männer, Mannschaft: 4. Platz

### Radsport
Auf dem Fahrrad wurden in Barcelona zwei Medaillen gewonnen, über 1000 und über 3000 Meter. Auch der damals noch wenig bekannte Lance Armstrong nahm an den Spielen teil.
- Lance Armstrong
Männer, Straßenrennen: 14. Platz
- James Carney
Männer, Punktefahren: Vorrunde
- Ken Carpenter
Männer, Sprint: 5. Platz
- Chris Coletta
Männer, 4000 Meter Mannschaftssprint: 9. Platz
- Dirk Copeland
Männer, 4000 Meter Mannschaftssprint: 9. Platz
- Jeanne Golay
Frauen, Straßenrennen: 6. Platz
- Matthew Hamon
Männer, 4000 Meter Mannschaftssprint: 9. Platz
- Erin Hartwell
Männer, 1000 Meter Zeitfahren: Bronze
- George Hincapie
Männer, 100 Kilometer Zeitfahren: 16. Platz
- Scott Mercier
Männer, 100 Kilometer Zeitfahren: 16. Platz
- Bob Mionske
Männer, Straßenrennen: 75. Platz
- Connie Paraskevin-Young
Frauen, Sprint: 2. Runde
- Timm Peddie
Männer, Straßenrennen: 37. Platz
- Jim Pollak
Männer, 4000 Meter Mannschaftssprint: 9. Platz
- Nathan Sheafor
Männer, 100 Kilometer Zeitfahren: 16. Platz
- John Stenner
Männer, 100 Kilometer Zeitfahren: 16. Platz
- Carl Sundquist
Männer, 4000 Meter Einerverfolgung: 12. Platz
- Inga Thompson
Frauen, Straßenrennen: 26. Platz
- Rebecca Twigg
Frauen, 3000 Meter Einzelverfolgung: Bronze
- Sally Zack
Frauen, Straßenrennen: 10. Platz

### Reiten
Die US-Staffel gewann zweimal Bronze im Spring- und Dressurreiten. Im Vielseitigkeitsreiten war man weniger erfolgreich, der sechsfache Medaillengewinner John Michael Plumb ging bei seiner letzten Olympiateilnahme leer aus.
- Stephen Bradley auf „Sassy Reason“
Vielseitigkeitsreiten, Einzel: 52. Platz
Vielseitigkeitsreiten, Mannschaft: 10. Platz
- Charlotte Bredahl auf „Monsieur“
Dressur, Einzel: 22. Platz
Dressur, Mannschaft: Bronze
- Norman Dello Joio auf „Irish“
Springen, Einzel: Bronze 
Springen, Mannschaft: 5. Platz
- Robert Dover auf „Lectron“
Dressur, Einzel: 22. Platz
Dressur, Mannschaft: Bronze
- Lisa Jacquin auf „For the Moment“
Springen, Einzel: 17. Platz
Springen, Mannschaft: 5. Platz
- Anne Kursinski auf „Cannonball“
Springen, Einzel: 63. Platz in der Qualifikation
Springen, Mannschaft: 5. Platz
- Carol Lavell auf „Gifted“
Dressur, Einzel: 6. Platz
Dressur, Mannschaft: Bronze
- Michael Matz auf „Heisman“
Springen, Einzel: 10. Platz
Springen, Mannschaft: 5. Platz
- John Michael Plumb auf „Adonis“
Vielseitigkeitsreiten, Einzel: 48. Platz
Vielseitigkeitsreiten, Mannschaft: 10. Platz
- Michael Poulin auf „Graf George“
Dressur, Einzel: 27. Platz
Dressur, Mannschaft: Bronze
- Todd Trewin auf „Sandscript“
Vielseitigkeitsreiten, Einzel: DNF
Vielseitigkeitsreiten, Mannschaft: 10. Platz
- Jil Walton auf „Patrona“
Vielseitigkeitsreiten, Einzel: 17. Platz
Vielseitigkeitsreiten, Mannschaft: 10. Platz

### Rhythmische Sportgymnastik
Die beiden US-Teilnehmerinnen kamen nicht über die Vorrunde hinaus.
- Tamara Levinson
Frauen, Einzel: 40. Platz in der Qualifikation
- Jenifer Lovell
Frauen, Einzel: 23. Platz in der Qualifikation

### Ringen
Die US-Ringer gewannen in Barcelona insgesamt acht Medaillen und damit eine mehr als in Seoul. Auch die meisten anderen Ringer landeten unter den ersten Zehn.
- Bruce Baumgartner
Männer, Superschwergewicht, Freistil: Gold
- Chris Campbell
Männer, Halbschwergewicht, Freistil: Bronze
- Mark Coleman
Männer, Schwergewicht, Freistil: 7. Platz
- Kendall Cross
Männer, Bantamgewicht, Freistil: 6. Platz
- Mike Foy
Männer, Halbschwergewicht, griechisch-römisch: 6. Platz
- Mark Fuller
Männer, Leichtgewicht, griechisch-römisch: 3. Runde
- Matt Ghaffari
Männer, Superschwergewicht, griechisch-römisch: 2. Runde
- Dennis Hall
Männer, Bantamgewicht, griechisch-römisch: 8. Platz
- Dan Henderson
Männer, Mittelgewicht, griechisch-römisch: 10. Platz
- Kevin Jackson
Männer, Mittelgewicht, Freistil: Gold
- Zeke Jones
Männer, Fliegengewicht, Freistil: Silber
- Dennis Koslowski
Männer, Schwergewicht, griechisch-römisch: Silber
- Buddy Lee
Männer, Federgewicht, griechisch-römisch: 6. Platz
- Kenny Monday
Männer, Weltergewicht, Freistil: Silber
- Townsend Saunders
Männer, Leichtgewicht, Freistil: 7. Platz
- Shawn Sheldon
Männer, Fliegengewicht, griechisch-römisch: 4. Platz
- John Smith
Männer, Federgewicht, Freistil: Gold
- Rodney Smith
Männer, Leichtgewicht, griechisch-römisch: Bronze
- Tim Vanni
Männer, Halbfliegengewicht, Freistil: 5. Platz
- Travis West
Männer, Weltergewicht, griechisch-römisch: 2. Runde

### Rudern
Die US-Ruderer konnten viele Platzierungen auf den vorderen Rängen verbuchen, insgesamt gab es drei Medaillenerfolge und damit genauso viele wie in Seoul.
- Greg Walker
Männer, Einer: 19. Platz
- Anne Marden
Frauen, Einer: 4. Platz
- Jon Smith & Gregory Springer
Männer, Doppelzweier: 9. Platz
- Mary Mazzio & Cindy Ryder
Frauen, Doppelzweier: 11. Platz
- John Pescatore & Peter Sharis
Männer, Zweier ohne Steuermann: 6. Platz
- Stephanie Maxwell-Pierson & Anna Seaton
Frauen, Zweier ohne Steuerfrau: Bronze
- John Moore, Aaron Pollock & Stephen Shellans
Männer, Zweier mit Steuermann: 8. Platz
- Thomas Bohrer, Douglas Burden, Patrick Manning & Jeffrey McLaughlin
Männer, Vierer ohne Steuermann: Silber
- Shelagh Donohoe, Cynthia Eckert, Carol Feeney & Amy Fuller
Frauen, Vierer ohne Steuerfrau: Silber
- Bob Kaehler, Chip McKibben, Keir Pearson & John Riley
Männer, Doppelvierer: 8. Platz
- Serena Eddy-Moulton, Kristine Karlson, Michelle Knox-Zaloom & Alison Townley
Frauen, Doppelvierer: 5. Platz
- Teo Bielefeld, Tim Evans, Sean Hall, James Neil & John Rusher
Männer, Vierer mit Steuermann: 4. Platz
- Malcolm Baker, Richard Kennelly, Jeff Klepacki, Michael Moore, Scott Munn, John Parker, Chris Sahs, Rob Shepherd & Mike Teti
Männer, Achter: 4. Platz
- Tina Brown, Shannon Day, Yasmin Farooq, Sarah Gengler, Kelley Jones, Elizabeth McCagg, Mary McCagg, Diana Olson & Tracy Rude
Frauen, Achter: 6. Platz

### Schießen
Nachdem man vier Jahre zuvor noch leer ausging, gewannen die US-Sportschützen in Barcelona zwei Medaillen, beide mit dem Kleinkaliber im Dreistellungskampf.
- Fritz Allen
Männer, Laufende Scheibe: 15. Platz
- Ben Amonette
Männer, Luftpistole: 14. Platz
Männer, Freie Pistole: 19. Platz
- Mike Anti
Männer, Kleinkaliber, liegend: 18. Platz
- Libby Callahan
Frauen, Luftpistole: 37. Platz
- Matthew Dryke
Skeet: 6. Platz
- Bret Erickson
Trap: 16. Platz
- Connie Fluker-Smotek
Skeet: 25. Platz
- Robert Foth
Männer, Luftgewehr: 7. Platz
Männer, Kleinkaliber, Dreistellungskampf: Silber
- James Graves
Trap: 29. Platz
Skeet: 11. Platz
- Rusty Hill
Männer, Laufende Scheibe: 11. Platz
- David Johnson
Männer, Luftgewehr: 11. Platz
Männer, Kleinkaliber, Dreistellungskampf: 21. Platz
- Roger Mar
Männer, Schnellfeuerpistole: 9. Platz
- John McNally
Männer, Schnellfeuerpistole: 5. Platz
- Bill Meek
Männer, Kleinkaliber, Dreistellungskampf: 9. Platz
- Launi Meili
Frauen, Luftgewehr: 11. Platz
Frauen, Kleinkaliber, Dreistellungskampf: Gold
- Connie Petracek
Frauen, Luftpistole: 24. Platz
Frauen, Sportpistole: 29. Platz
- Ann-Marie Pfiffner
Frauen, Kleinkaliber, Dreistellungskampf: 11. Platz
- Debra Sinclair
Frauen, Luftgewehr: 11. Platz
- Roxane Thompson
Frauen, Sportpistole: 24. Platz
- Jay Waldron
Trap: 6. Platz
- Darius Young
Männer, Luftpistole: 33. Platz
Männer, Freie Pistole: 4. Platz

### Schwimmen
Auch für die US-Schwimmer gab es einen Medaillenregen. Summer Sanders gewann insgesamt viermal Edelmetall, Nicole Haislett schwamm sich zu drei Goldmedaillen, sechs weitere Schwimmer, drei Frauen und drei Männer, gewannen Doppelgold. In den Staffelwettbewerben wurde viermal Gold und einmal Bronze gewonnen.
- Crissy Ahmann-Leighton
Frauen, 4 × 100 Meter Freistil: Gold 
Frauen, 100 Meter Schmetterling: Silber 
Frauen, 4 × 100 Meter Lagen: Gold
- Mike Barrowman
Männer, 200 Meter Brust: Gold
- David Berkoff
Männer, 100 Meter Rücken: Bronze 
Männer, 4 × 100 Meter Lagen: Gold
- Matt Biondi
Männer, 50 Meter Freistil: Silber 
Männer, 100 Meter Freistil: 5. Platz
Männer, 4 × 100 Meter Freistil: Gold 
Männer, 4 × 100 Meter Lagen: Gold
- Greg Burgess
200 Meter Lagen: Silber
- Hans Dersch
Männer, 100 Meter Brust: 10. Platz
Männer, 4 × 100 Meter Lagen: Gold
- Nelson Diebel
Männer, 100 Meter Brust: Gold 
Männer, 4 × 100 Meter Lagen: Gold
- Janet Evans
Frauen, 400 Meter Freistil: Silber 
Frauen, 800 Meter Freistil: Gold
- Lawrence Frostad
Männer, 1500 Meter Freistil: 7. Platz
- Doug Gjertsen
Männer, 200 Meter Freistil: 8. Platz
Männer, 4 × 200 Meter Freistil: Bronze
- Nicole Haislett
Frauen, 100 Meter Freistil: 4. Platz
Frauen, 200 Meter Freistil: Gold 
Frauen, 4 × 100 Meter Freistil: Gold 
Frauen, 200 Meter Lagen: 17. Platz
Frauen, 4 × 100 Meter Lagen: Gold
- Erika Hansen
Frauen, 400 Meter Freistil: 4. Platz
Frauen, 800 Meter Freistil: 7. Platz
Frauen, 400 Meter Lagen: 10. Platz
- Joe Hudepohl
Männer, 200 Meter Freistil: 6. Platz
Männer, 4 × 100 Meter Freistil: Gold 
Männer, 4 × 200 Meter Freistil: Bronze
- Scott Jaffe
Männer, 4 × 200 Meter Freistil: Bronze
- Tom Jager
Männer, 50 Meter Freistil: Bronze 
Männer, 4 × 100 Meter Freistil: Gold
- Jill Johnson
Frauen, 200 Meter Brust: 14. Platz
- Shaun Jordan
Männer, 4 × 100 Meter Freistil: Gold
- Daniel Jorgensen
Männer, 400 Meter Freistil: 17. Platz
Männer, 4 × 200 Meter Freistil: Bronze
- Ron Karnaugh
Männer, 200 Meter Lagen: 6. Platz
- Sean Killion
Männer, 400 Meter Freistil: 11. Platz
Männer, 1500 Meter Freistil: 12. Platz
- Megan Kleine
Frauen, 100 Meter Brust: 12. Platz
Frauen, 4 × 100 Meter Lagen: Gold
- Lea Loveless
Frauen, 100 Meter Rücken: Bronze 
Frauen, 200 Meter Rücken: 4. Platz
Frauen, 4 × 100 Meter Lagen: Gold
- Angel Martino
Frauen, 50 Meter Freistil: Bronze 
Frauen, 4 × 100 Meter Freistil: Gold
- Pablo Morales
Männer, 100 Meter Schmetterling: Gold 
Männer, 4 × 100 Meter Lagen: Gold
- Anita Nall
Frauen, 100 Meter Brust: Silber 
Frauen, 200 Meter Brust: Bronze 
Frauen, 4 × 100 Meter Lagen: Gold
- Eric Namesnik
Männer, 400 Meter Lagen: Silber
- Jon Olsen
Männer, 100 Meter Freistil: 4. Platz
Männer, 4 × 100 Meter Freistil: Gold 
Männer, 4 × 200 Meter Freistil: Bronze 
Männer, 4 × 100 Meter Lagen: Gold
- Jeff Rouse
Männer, 100 Meter Rücken: Silber 
Männer, 4 × 100 Meter Lagen: Gold
- Summer Sanders
Frauen, 100 Meter Schmetterling: 6. Platz
Frauen, 200 Meter Schmetterling: Gold 
Frauen, 200 Meter Lagen: Silber 
Frauen, 400 Meter Lagen: Bronze 
Frauen, 4 × 100 Meter Lagen: Gold
- Roque Santos
Männer, 200 Meter Brust: 12. Platz
- Tripp Schwenk
Männer, 200 Meter Rücken: 5. Platz
- Royce Sharp
Männer, 200 Meter Rücken: 18. Platz
- Melvin Stewart
Männer, 4 × 200 Meter Freistil: Bronze 
Männer, 100 Meter Schmetterling: 5. Platz
Männer, 200 Meter Schmetterling: Gold 
Männer, 4 × 100 Meter Lagen: Gold
- Ashley Tappin
Frauen, 4 × 100 Meter Freistil: Gold
- Joel Thomas
Männer, 4 × 100 Meter Freistil: Gold
- Jenny Thompson
Frauen, 50 Meter Freistil: 5. Platz
Frauen, 100 Meter Freistil: Silber 
Frauen, 200 Meter Freistil: 17. Platz
Frauen, 4 × 100 Meter Freistil: Gold 
Frauen, 4 × 100 Meter Lagen: Gold
- Dara Torres
Frauen, 4 × 100 Meter Freistil: Gold
- Janie Wagstaff
Frauen, 100 Meter Rücken: 5. Platz
Frauen, 200 Meter Rücken: 17. Platz
Frauen, 4 × 100 Meter Lagen: Gold
- Angie Wester-Krieg
Frauen, 200 Meter Schmetterling: 6. Platz
- Dave Wharton
Männer, 200 Meter Schmetterling: 10. Platz
Männer, 400 Meter Lagen: 4. Platz

### Segeln
In den Segelwettbewerben durften fast alle US-Teilnehmer eine Medaille nach Hause nehmen. Aber auch Lanee „Carrie“ Butler konnte mit dem 5. Platz einen Erfolg verbuchen.
- Carrie Butler-Beashel
Frauen, Windsurfen: 5. Platz
- Michael Gebhardt
Männer, Windsurfen: Silber
- Brian Ledbetter
Männer, Finn-Dinghy: Silber
- Julia Trotman
Frauen, Europe: Bronze
- Stephen Bourdow & Paul Foerster
Flying Dutchman: Silber
- Kevin Burnham & Morgan Reeser
Männer, 470er: Silber
- Hal Haenel & Mark Reynolds
Star: Gold
- Pamela Healy & J. J. Isler
Frauen, 470er: Bronze
- Keith Notary & Randy Smyth
Tornado: Silber
- James Brady, Douglas Kern & Kevin Mahaney
Soling: Silber

### Synchronschwimmen
Im Synchronschwimmen waren die USA besonders erfolgreich: Alle drei Teilnehmerinnen gewannen die Goldmedaille. Im Einzel musste sich Kristen Babb-Sprague den ersten Platz jedoch mit der Kanadierin Sylvie Fréchette teilen, der im Nachhinein ebenfalls die Goldmedaille zugeteilt wurde.
- Kristen Babb-Sprague
Frauen, Einzel: Gold
- Karen Josephson & Sarah Josephson
Frauen, Doppel: Gold

### Tennis
Im Tennis gewannen die Frauen insgesamt vier Medaillen, die Männer gingen leer aus. Jennifer Capriati setzte sich im Finale in drei Sätzen gegen Steffi Graf durch, die zuvor im Halbfinale auf Mary Joe Fernández traf. Im Damendoppel besiegten die Fernández-Schwestern das Team aus Spanien in drei Sätzen. Die männlichen Teilnehmer verpassten die Medaillenränge deutlich. Courier, Sampras und Chang, die auf der Setzliste den ersten, dritten und sechsten Platz belegten, kamen nicht über das Achtelfinale hinaus, Courier unterlag dabei dem späteren Gewinner der Goldmedaille, Marc Rosset.
- Jennifer Capriati
Frauen, Einzel: Gold
- Michael Chang
Männer, Einzel: 2. Runde
- Jim Courier
Männer, Einzel: Achtelfinale
Männer, Doppel: Achtelfinale
- Gigi Fernandez
Frauen, Doppel: Gold
- Mary Joe Fernández
Frauen, Einzel: Bronze 
Frauen, Doppel: Gold
- Zina Garrison
Frauen, Einzel: 1. Runde
- Pete Sampras
Männer, Einzel: Achtelfinale
Männer, Doppel: Achtelfinale

### Tischtennis
Im Tischtennis waren die US-Teilnehmer nicht erfolgreich, keiner von ihnen überstand die Gruppenphase.
- Insook Bhushan
Frauen, Einzel: 17. Platz
- Jim Butler
Männer, Einzel: 17. Platz
Männer, Doppel: 25. Platz
- Diana Gee
Frauen, Einzel: 33. Platz
Frauen, Doppel: 17. Platz
- Lily Yip
Frauen, Einzel: 33. Platz
Frauen, Doppel: 17. Platz
- Sean O’Neill
Männer, Einzel: 33. Platz
Männer, Doppel: 25. Platz

### Turnen
Kein US-Athlet konnte in Barcelona mehr Medaillen gewinnen als die Turnerin Shannon Miller, insgesamt errang sie fünf Medaillen, darunter eine im Mannschaftsmehrkampf. Trent Dimas sicherte sich Gold am Reck, ansonsten blieben Medaillenerfolge für die Männer aus.
- Wendy Bruce
Frauen, Einzelmehrkampf: 28. Platz in der Qualifikation
Frauen, Mannschaftsmehrkampf: Bronze 
Frauen, Boden: 42. Platz in der Qualifikation
Frauen, Pferd: 11. Platz in der Qualifikation
Frauen, Stufenbarren: 30. Platz in der Qualifikation
Frauen, Schwebebalken: 33. Platz in der Qualifikation
- Dominique Dawes
Frauen, Einzelmehrkampf: 26. Platz in der Qualifikation
Frauen, Mannschaftsmehrkampf: Bronze 
Frauen, Boden: 12. Platz in der Qualifikation
Frauen, Pferd: 22. Platz in der Qualifikation
Frauen, Stufenbarren: 41. Platz in der Qualifikation
Frauen, Schwebebalken: 32. Platz in der Qualifikation
- Trent Dimas
Männer, Einzelmehrkampf: 44. Platz in der Qualifikation
Männer, Mannschaftsmehrkampf: 6. Platz
Männer, Boden: 61. Platz in der Qualifikation
Männer, Pferd: 37. Platz in der Qualifikation
Männer, Barren: 41. Platz in der Qualifikation
Männer, Reck: Gold 
Männer, Ringe: 69. Platz in der Qualifikation
Männer, Seitpferd: 49. Platz in der Qualifikation
- Scott Keswick
Männer, Einzelmehrkampf: 19. Platz
Männer, Mannschaftsmehrkampf: 6. Platz
Männer, Boden: 16. Platz in der Qualifikation
Männer, Pferd: 82. Platz in der Qualifikation
Männer, Barren: 32. Platz in der Qualifikation
Männer, Reck: 66. Platz in der Qualifikation
Männer, Ringe: 17. Platz in der Qualifikation
Männer, Seitpferd: 59. Platz in der Qualifikation
- Jair Lynch
Männer, Einzelmehrkampf: 60. Platz in der Qualifikation
Männer, Mannschaftsmehrkampf: 6. Platz
Männer, Boden: 73. Platz in der Qualifikation
Männer, Pferd: 92. Platz in der Qualifikation
Männer, Barren: 6. Platz
Männer, Reck: 15. Platz in der Qualifikation
Männer, Ringe: 66. Platz in der Qualifikation
Männer, Seitpferd: 26. Platz in der Qualifikation
- Shannon Miller
Frauen, Einzelmehrkampf: Silber 
Frauen, Mannschaftsmehrkampf: Bronze 
Frauen, Boden: Bronze 
Frauen, Pferd: 6. Platz
Frauen, Stufenbarren: Bronze 
Frauen, Schwebebalken: Silber
- Dominick Minicucci
Männer, Einzelmehrkampf: 56. Platz in der Qualifikation
Männer, Mannschaftsmehrkampf: 6. Platz
Männer, Boden: 63. Platz in der Qualifikation
Männer, Pferd: 67. Platz in der Qualifikation
Männer, Barren: 49. Platz in der Qualifikation
Männer, Reck: 73. Platz in der Qualifikation
Männer, Ringe: 47. Platz in der Qualifikation
Männer, Seitpferd: 26. Platz in der Qualifikation
- Betty Okino
Frauen, Einzelmehrkampf: 12. Platz
Frauen, Mannschaftsmehrkampf: Bronze 
Frauen, Boden: 14. Platz in der Qualifikation
Frauen, Pferd: 5. Platz in der Qualifikation
Frauen, Stufenbarren: 17. Platz in der Qualifikation
Frauen, Schwebebalken: 6. Platz
- John Roethlisberger
Männer, Einzelmehrkampf: 34. Platz
Männer, Mannschaftsmehrkampf: 6. Platz
Männer, Boden: 20. Platz in der Qualifikation
Männer, Pferd: 49. Platz in der Qualifikation
Männer, Barren: 54. Platz in der Qualifikation
Männer, Reck: 28. Platz in der Qualifikation
Männer, Ringe: 29. Platz in der Qualifikation
Männer, Seitpferd: 46. Platz in der Qualifikation
- Kerri Strug
Frauen, Einzelmehrkampf: 14. Platz in der Qualifikation
Frauen, Mannschaftsmehrkampf: Bronze 
Frauen, Boden: 15. Platz in der Qualifikation
Frauen, Pferd: 9. Platz in der Qualifikation
Frauen, Stufenbarren: 25. Platz in der Qualifikation
Frauen, Schwebebalken: 20. Platz in der Qualifikation
- Chris Waller
Männer, Einzelmehrkampf: 35. Platz
Männer, Mannschaftsmehrkampf: 6. Platz
Männer, Boden: 24. Platz in der Qualifikation
Männer, Pferd: 79. Platz in der Qualifikation
Männer, Barren: 24. Platz in der Qualifikation
Männer, Reck: 17. Platz in der Qualifikation
Männer, Ringe: 29. Platz in der Qualifikation
Männer, Seitpferd:5. Platz
- Kim Zmeskal
Frauen, Einzelmehrkampf: 10. Platz
Frauen, Mannschaftsmehrkampf: Bronze 
Frauen, Boden: 6. Platz
Frauen, Pferd: 8. Platz
Frauen, Stufenbarren: 10. Platz in der Qualifikation
Frauen, Schwebebalken: 42. Platz in der Qualifikation

### Volleyball
Sowohl die Männer- als auch die Frauenmannschaft gewannen die Bronzemedaille. Die Männer, sie gewannen vier Jahre zuvor noch Gold, unterlagen im Halbfinale Brasilien und besiegten im kleinen Finale Kuba. Bei den Frauen, die in Seoul Siebte wurden, war es umgekehrt: Sie verloren ihr Halbfinale gegen Kuba und setzten sich im Spiel um Platz drei gegen Brasilien durch.
- Männer
Bronze
- Kader
Nick Becker
Carlos Briceno
Robert Ctvrtlik
Scott Fortune
Dan Greenbaum
Brent Hilliard
Bryan Ivie
Douglas Partie
Bob Samuelson
Eric Sato
Jeffrey Stork
Steve Timmons
- Frauen
Bronze
- Kader
Janet Cobbs
Tara Cross-Battle
Lori Endicott
Caren Kemner
Ruth Lawanson
Elaina Oden
Kim Oden
Liane Sato
Tammy Webb-Liley
Paula Weishoff
Tonya Williams
Yoko Zetterlund

### Wasserball
Die Wasserballer konnten sich als Zweite ihrer Gruppe für die KO-Runde qualifizieren, eine Medaille blieb ihnen diesmal, nach Silber in Seoul, jedoch verwehrt: Sie verloren zunächst das Halbfinale gegen Gastgeber Spanien und danach das kleine Finale gegen das Vereinte Team.
- Männer
4. Platz
- Kader
Jeff Campbell
Chris Duplanty
Michael Evans
Kirk Everist
Erich Fischer
Charles Harris
Chris Humbert
Douglas Kimbell
Craig Klass
Alex Rousseau
Terry Schroeder
John Vargas
Craig Wilson

### Wasserspringen
Gegenüber fünf Medaillen in Seoul sprangen sich die US-Amerikaner diesmal noch zu dreifachem Edelmetall. Auch die anderen Teilnehmer kamen unter die ersten Zehn.
- Mary Ellen Clark
Frauen, Turmspringen: Bronze
- Scott Donie
Männer, Turmspringen: Silber
- Kent Ferguson
Männer, Kunstspringen: 5. Platz
- Karen LaFace
Frauen, Kunstspringen: 9. Platz
- Mark Lenzi
Männer, Kunstspringen: Gold
- Julie Ovenhouse
Frauen, Kunstspringen: 5. Platz
- Ellen Owen
Frauen, Turmspringen: 7. Platz
- Matt Scoggin
Männer, Turmspringen: 10. Platz